# Gornje Kusce
Gornje Kusce en serbe latin et Kufcë e Epërme en albanais (en serbe cyrillique : Горње Кусце) est une localité du Kosovo située dans la commune/municipalité de Gjilan/Gnjilane, district de Gjilan/Gnjilane (Kosovo) ou district de Kosovo-Pomoravlje (Serbie). Selon le recensement kosovar de 2011, elle compte 890 habitants.
Selon le découpage administratif du Kosovo, le village est rattaché à la commune/municipalité de Novobërdë/Novo Brdo, dans le district de Pristina.

## Démographie

### Évolution historique de la population dans la localité
| 1948  | 1953  | 1961  | 1971  | 1981  | 1991  | 2011 |
| ----- | ----- | ----- | ----- | ----- | ----- | ---- |
| 1 037 | 1 120 | 1 378 | 1 670 | 1 817 | 1 922 | 890  |

|  |

### Répartition de la population par nationalités (2011)
En 2011, les Serbes représentaient 76,97 % de la population et les Albanais 22,92 %.